# Lisa Su
Lisa Su (ur. 7 listopada 1969 w Tainanie) – tajwańsko-amerykańska biznesmenka i inżynier elektryk, która jest prezesem, dyrektorem generalnym i przewodniczącą Advanced Micro Devices (AMD). Na początku swojej kariery Su pracowała w Texas Instruments, IBM i Freescale Semiconductor na stanowiskach inżynierskich i kierowniczych. Jest znana ze swojej pracy nad rozwojem technologii produkcji półprzewodników typu „krzem na izolatorze” i bardziej wydajnych chipów półprzewodnikowych w czasie, gdy była wiceprezesem Centrum Badań i Rozwoju Półprzewodników IBM. Su została mianowana prezesem i dyrektorem generalnym AMD w październiku 2014 roku, po dołączeniu do firmy w 2012 roku i pełnieniu takich funkcji, jak starszy wiceprezes globalnych jednostek biznesowych AMD i dyrektor operacyjny. Obecnie zasiada w zarządach Cisco Systems, Global Semiconductor Alliance i U.S. Semiconductor Industry Association, i jest członkiem Instytutu Inżynierów Elektryków i Elektroników (IEEE). Uznana wieloma nagrodami i wyróżnieniami, została nazwana Executive of the Year przez EE Times w 2014 roku i jednym z World’s Greatest Leaders w 2017 roku przez Fortune. Została pierwszą kobietą, która otrzymała IEEE Robert Noyce Medal w 2021 roku.

## Wczesne życie i edukacja
Lisa Tzwu-Fang Su urodziła się w listopadzie 1969 roku w Tainan na Tajwanie. Urodziła się w tajwańskiej rodzinie mówiącej językiem Hokkien. Wyemigrowała do Stanów Zjednoczonych w wieku 3 lat wraz z rodzicami Su Chun-hwai (蘇春槐) i Sandy Lo (羅淑雅). Zarówno ona, jak i jej brat byli zachęcani do studiowania matematyki i nauk ścisłych jako dzieci. Kiedy miała siedem lat, jej ojciec – emerytowany statystyk – zaczął ją przepytywać z tabliczki mnożenia. Jej matka, księgowa, która później została przedsiębiorcą, zapoznała ją z koncepcjami biznesowymi. W młodym wieku Su aspirowała do bycia inżynierem, wyjaśniając „byłam po prostu bardzo ciekawa, jak działają rzeczy”. W wieku 10 lat zaczęła rozbierać, a następnie naprawiać zdalnie sterowane samochody brata, a w gimnazjum posiadała swój pierwszy komputer, Apple II. Uczęszczała do Bronx High School of Science w Nowym Jorku, kończąc ją w 1986 r.
Jesienią 1986 roku Su zaczęła uczęszczać do Massachusetts Institute of Technology (MIT), zamierzając studiować elektrotechnikę lub informatykę. Zdecydowała się na inżynierię elektryczną, wspominając, że wydawała się najtrudniejszym kierunkiem. Podczas pierwszego roku pracowała jako asystentka badawcza „produkując testowe płytki krzemowe dla studentów” w ramach programu Undergraduate Research Opportunities Program (UROP). Ten projekt, jak również jej letnia praca w Analog Devices, podsyciły jej zainteresowanie półprzewodnikami. Pozostała skupiona na tym temacie przez resztę swojej edukacji, spędzając większość czasu w laboratoriach projektując i dostosowując produkty. Po zdobyciu tytułu licencjata z inżynierii elektrycznej, uzyskała tytuł magistra na MIT w 1991 roku. W latach 1990–1994studiowała nad doktoratem pod kierunkiem Dimitri Antoniadisa z MIT. MIT Technology Review donosi, że jako doktorantka, Su była „jednym z pierwszych badaczy, którzy przyjrzeli się technologii „krzem na izolatorze” (SOI), niesprawdzonej wówczas technice zwiększania wydajności tranzystorów poprzez budowanie ich na warstwach materiału izolacyjnego”. Ukończyła studia doktoranckie z inżynierii elektrycznej na MIT w 1994 r. Jej praca doktorska nosiła tytuł Extreme-submicrometer silicon-on-insulator (SOI) MOSFETs.

## Kariera

### 1994-1999: Texas Instruments i IBM R&D
W czerwcu 1994 r. Su została członkiem personelu technicznego Texas Instruments, pracując w Centrum Procesów i Urządzeń Półprzewodnikowych (SPDC) do lutego 1995 r. W tym samym miesiącu IBM zatrudnił Su jako pracownika naukowego specjalizującego się w fizyce urządzeń, a ona sama została mianowana wiceprezesem Centrum Badań i Rozwoju Półprzewodników IBM. W czasie pracy w IBM, Su odegrała „krytyczną rolę” w opracowaniu „przepisu”, aby połączenia miedziane działały z chipami półprzewodnikowymi zamiast aluminiowych, „rozwiązując problem zapobiegania zanieczyszczeniu urządzeń przez zanieczyszczenia miedziane podczas produkcji”. Pracując z różnymi zespołami projektowymi IBM nad szczegółami urządzenia, Su wyjaśniła, że „moją specjalnością nie była miedź, ale migrowałam tam, gdzie były problemy”. Technologia miedziana została wprowadzona na rynek w 1998 roku, co zaowocowało nowymi standardami branżowymi i chipami, które były do 20% szybsze niż wersje konwencjonalne.

### 2000-2007: Dział IBM Emerging Products
W 2000 roku Su otrzymała roczne zadanie jako asystentka techniczna Lou Gerstnera, dyrektora generalnego IBM. Następnie przyjęła rolę dyrektora ds. projektów wschodzących, stwierdzając, że „w zasadzie byłam dyrektorem samej siebie – w grupie nie było nikogo innego”. Jako szefowa i założycielka działu produktów wschodzących IBM prowadziła firmę startową i wkrótce zatrudniła 10 pracowników, aby skupić się na biochipach oraz „półprzewodnikach o niskiej mocy i szerokopasmowych”. Ich pierwszym produktem był mikroprocesor, który poprawił żywotność baterii w telefonach i innych urządzeniach podręcznych. MIT Technology Review nazwał ją „Top Innovator Under 35" w 2001 roku, częściowo dzięki jej pracy z Emerging Products. Również poprzez ten dział reprezentowała IBM we współpracy z Sony i Toshibą w celu stworzenia chipów nowej generacji. Ken Kutaragi postawił przed współpracą zadanie „zwiększenia wydajności procesorów maszyn do gier o współczynnik 1000”, a zespół Su ostatecznie wpadł na pomysł dziewięcioprocesorowego układu, który później stał się mikroprocesorem Cell wykorzystywanym do zasilania urządzeń takich jak Sony PlayStation 3. Od 2006 roku nadal pełniła funkcję wiceprezesa centrum badań i rozwoju półprzewodników w IBM, pełniąc tę funkcję do maja 2007 roku.

### 2007-2011: Freescale Semiconductor
Su dołączyła do Freescale Semiconductor w czerwcu 2007 roku jako Chief Technology Officer (CTO), kierując badaniami i rozwojem firmy do sierpnia 2009 roku. Od września 2008 roku do grudnia 2011 roku pełniła funkcję starszego wiceprezesa i dyrektora generalnego grupy ds. sieci i multimediów Freescale, a także była odpowiedzialna za globalną strategię, marketing i inżynierię w zakresie komunikacji wbudowanej i procesorów aplikacyjnych firmy. Jako szefowa biznesu sieciowo-chipowego firmy, EE Times przypisał jej pomoc Freescale w uzyskaniu „jej domu w porządku”, przy czym spółka złożyła wniosek o IPO w 2011 r.

### 2012-2014: Nominacje w AMD
Su została starszym wiceprezesem i dyrektorem generalnym w Advanced Micro Devices (AMD) w styczniu 2012 roku, nadzorując globalne jednostki biznesowe firmy oraz „end-to-end business execution” produktów AMD. W ciągu następnych dwóch lat „odegrała znaczącą rolę” w popychaniu firmy do dywersyfikacji poza rynkiem PC, w tym współpracując z Microsoftem i Sony w celu umieszczenia układów AMD w konsolach do gier Xbox One i PS4.

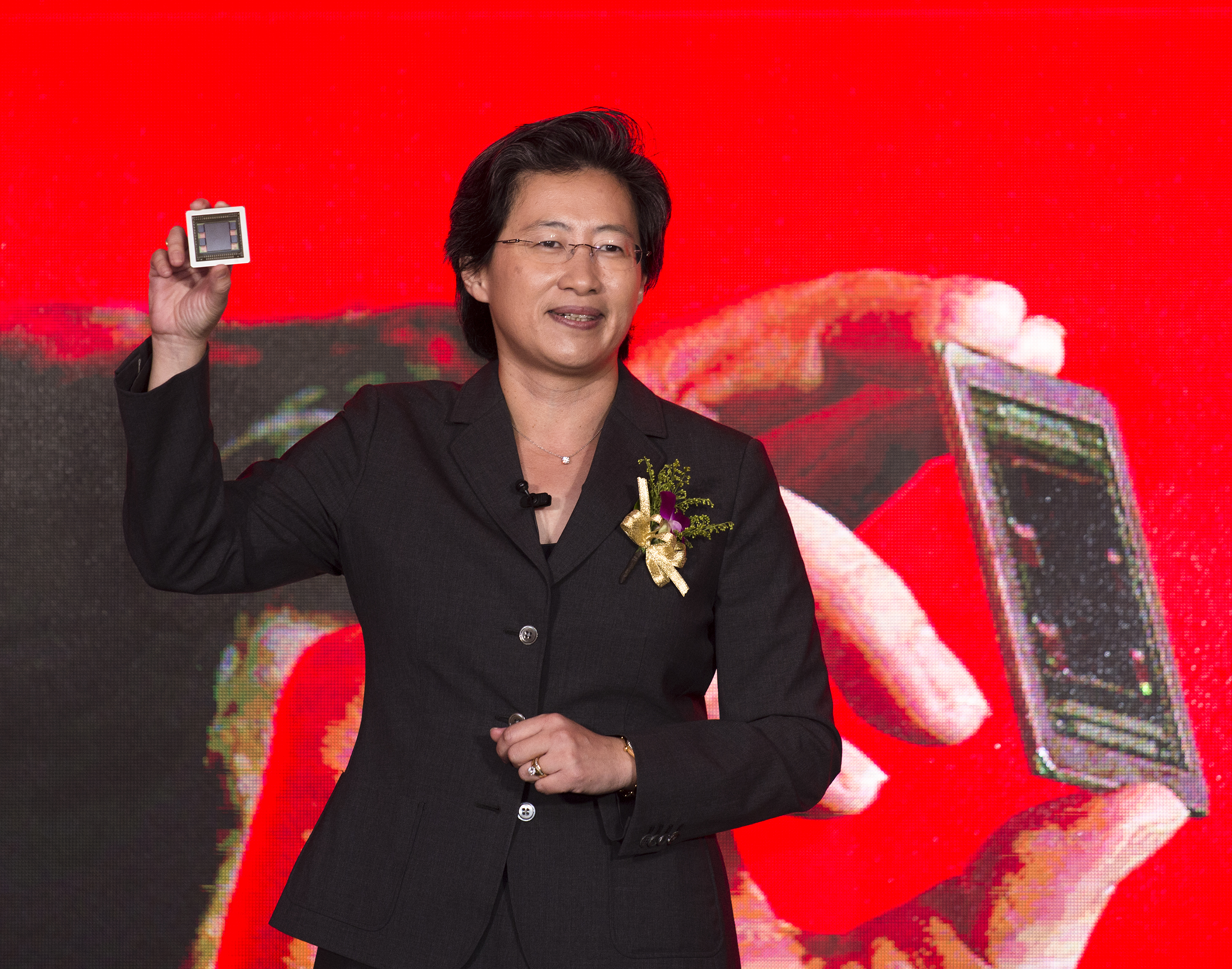
Prezes AMD Lisa Su w czerwcu 2015

W dniu 8 października 2014 roku AMD ogłosiło nominację Su na prezesa i dyrektora generalnego, zastępując Rory’ego Reada. Su stwierdziła, że jej plan dla firmy obejmuje skupienie się na dokonywaniu „właściwych inwestycji technologicznych”, usprawnieniu linii produktów i kontynuowaniu dywersyfikacji, zapewniając również, że chce „uprościć” firmę i przyspieszyć rozwój nowych technologii. Wielu analityków pochwaliło nominację ze względu na referencje Su, zauważając, że AMD szukało wzrostu w obszarach produktowych, w których Su miała „bogate doświadczenie”.

### 2015-2016: Dywersyfikacja AMD
Kiedy Su dołączyła do AMD w 2012 roku, około 10 procent sprzedaży pochodziło z produktów innych niż PC. Do lutego 2015 roku, mniej więcej 40 procent sprzedaży AMD pochodziło z rynków innych niż PC, takich jak konsole do gier wideo i urządzenia wbudowane. W maju 2015 roku Su i inni członkowie kierownictwa AMD przedstawili długoterminową strategię firmy, która ma się skupić na rozwoju wysokowydajnych technologii obliczeniowych i graficznych dla trzech obszarów wzrostu: rynków gier, centrów danych i „platform immersyjnych”.
W styczniu 2016 roku Su ogłosiła, że AMD pracuje nad nowymi układami opartymi na technologii FinFET, aby stworzyć nową linię mikroprocesorów, produktów, akcelerowanych jednostek obliczeniowych (APU), układów graficznych, oraz projektów układów semi-custom dla niewydanych konsol do gier wideo. Wartość akcji AMD gwałtownie wzrosła w lipcu 2016 roku, kiedy to AMD odnotowało silny wzrost przychodów. Fortune przypisał „imponującą” statystykę Su, stwierdzając, że „kontynuuje realizację planu powrotu ... kluczowe zyski w układach graficznych i konsolach do gier wideo zwiększyły wyniki, a także korzystną umowę o licencjonowanie projektów układów serwerowych w Chinach”.

### Od 2017: Ryzen
Po wstępnej premierze układów Zen w drugim kwartale 2017 roku, procentowy udział AMD w rynku procesorów podskoczył do prawie 11%. Procesory Ryzen otrzymały korzystne recenzje od różnych punktów informacyjnych, szczególnie podkreślając ich wysoką liczbę wątków przy cenach drastycznie niższych niż w przypadku procesorów Intela, zwłaszcza na rynku wysokowydajnych obliczeń z linią procesorów AMD Ryzen Threadripper dla stacji roboczych. Su jest pierwszą kobietą w historii, która znalazła się na szczycie corocznej ankiety The Associated Press dotyczącej wynagrodzeń dyrektorów generalnych: Jej pakiet wynagrodzeń w 2019 roku został wyceniony na 58,5 miliona dolarów.
W lutym 2022 roku Su została przewodniczącą AMD po sfinalizowaniu zgłoszonego przejęcia za 49 miliardów dolarów producenta układów FPGA i programowalnych układów na chipie, firmy Xilinx.

## Życie osobiste
Su i jej mąż Dan mieszkają w Austin w Teksasie. Su oraz współzałożyciel i CEO Nvidii Jen-Hsun Huang zostali opisani jako kuzyni lub siostrzenica i wujek; jednak odrzuciła te twierdzenia jako „nieprawdziwe”.